# 中古希腊语
中古希腊语，又被称作拜占庭希腊语，是指从公元7世纪到1453年君士坦丁堡的陷落为止的这一时期的希腊语。从7世纪起希腊语就作为拜占庭帝国唯一的管理和行政语言。所以对中古希腊语及其文学的研究也是拜占庭研究的一部分。
中古希腊语的开端可以追溯到4世纪或者330年罗马帝国首都迁移到君士坦丁堡或者395年罗马帝国的分裂。但是这样的划分并不能反映语言发展的真实情况。只有当东罗马帝国的文化在7世纪发生重大改变的时候才能算作这一语音的开端。中古希腊语是连接古典希腊语和现代希腊语的重要纽带，一方面在文学上受到古典希腊语的强烈影响，另一方面很多现代希腊语的语言特征开始在口语中出现。

## 历史

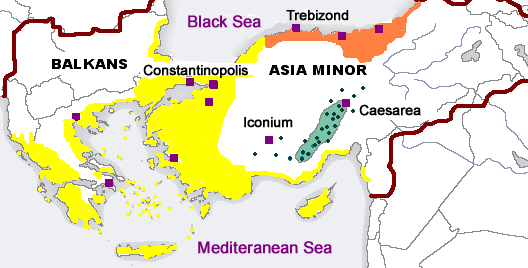
拜占庭帝国时期的中古希腊语方言分布，12到15世纪，黄色为通俗希腊语，橘色为本都方言，绿色为卡帕多西亚方言

## 延伸阅读
- Andriotis, Νicholas P. . Thessalonica, Greece: Institute of Neo-Hellenic Studies. 1995  [2014-09-22]. （原始内容存档于2020-11-18）.
- Browning, Robert. . Cambridge, United Kingdom: Cambridge University Press. 1983  [2014-09-22]. ISBN 0-521-29978-0. （原始内容存档于2020-10-31）.
- Horrocks, Geoffrey. . John Wiley and Sons. 2010  [2014-09-22]. ISBN 1-4051-3415-1. （原始内容存档于2020-08-04）.
- Tonnet, Henri. . L'Asiathèque Langues du monde. 2003  [2014-09-22]. ISBN 2-911053-90-7. （原始内容存档于2020-07-27）.